# Nachal Machseja
Nachal Machseja (hebrejsky: נחל מחסיה) je vádí v Judských horách v Izraeli.
Začíná v nadmořské výšce přes 400 metrů jihozápadně od hory Har Ja'ala. Směřuje pak k západu zvolna se zahlubujícím údolím se zalesněnými svahy. Severně od údolí prochází lokální silnice číslo 3866. Míjí pak z jihu vesnici Machseja a zprava ústí do vádí Nachal Zanoach. Vádí je turisticky využívané.